# Полковий провулок (Київ)
Полкови́й прову́лок — провулок у Подільському районі міста Києва, місцевість Біличе поле. Пролягає від Білицької до Замковецької вулиці.
Прилучаються Паркова і Полкова вулиці.

## Історія
Провулок виник у середині XX століття під назвою 329-та Нова вулиця. Сучасна назва — з 1955 року.
До провулку відноситься лише один будинок — № 1 — дев'ятиповерхівка серії ММ-640-1А-/73 (1978).